# آبشار سردابه
آبشار سردابه(ساری داوا)
در ۲۸ کیلومتری غرب شهر اردبیل واقع شده‌است. ارتفاع آن حدود ۱۵–۲۰ متر و حجم جریان آن نسبتاً اندک و محدود به خروجی چند چشمهٔ بالادست است. این آبشار از جاذبه‌های گردشگری استان اردبیل است
این آبشار در نزدیکی آب‌ گرم معدنی سردابه قرار دارد. دمای آبشار سردابه در حدود ۳۵ درجه سانتی گراد است. این مکان یک منطقه طبیعی در دامنه‌های سبلان و از سالیان دراز در این منطقه موجود می‌باشد. چشمه سردابه در ۲۵ کیلومتری شمال غرب شهر اردبیل، در روستای سردابه واقع شده‌است. ارتفاع چشمه از سطح دریا ۱۸۴۰ متر است و چشمه در روی دامنه قرار دارد. ظاهر آب شفاف، کمی ترش مزه و بیرنگ می‌باشد. از کاتیون‌های آن سدیم و کلسیم و از آنیون‌های آن سولفات و بی کربنات است.